# Roche-la-Molière
Roche-la-Molière és un municipi francès situat al departament del Loira i a la regió d'Alvèrnia-Roine-Alps. L'any 2007 tenia 10.215 habitants.

## Demografia

### Població
El 2007 la població de fet de Roche-la-Molière era de 10.215 persones. Hi havia 4.161 famílies de les quals 1.284 eren unipersonals (429 homes vivint sols i 855 dones vivint soles), 1.135 parelles sense fills, 1.406 parelles amb fills i 336 famílies monoparentals amb fills.
La població ha evolucionat segons el següent gràfic:
Habitants censats

### Habitatges
El 2007 hi havia 4.580 habitatges, 4.242 eren l'habitatge principal de la família, 32 eren segones residències i 306 estaven desocupats. 2.545 eren cases i 1.928 eren apartaments. Dels 4.242 habitatges principals, 2.603 estaven ocupats pels seus propietaris, 1.556 estaven llogats i ocupats pels llogaters i 83 estaven cedits a títol gratuït; 135 tenien una cambra, 424 en tenien dues, 916 en tenien tres, 1.373 en tenien quatre i 1.394 en tenien cinc o més. 2.764 habitatges disposaven pel capbaix d'una plaça de pàrquing. A 1.755 habitatges hi havia un automòbil i a 1.681 n'hi havia dos o més.

### Piràmide de població
La piràmide de població per edats i sexe el 2009 era:
| Homes | Edats   | Dones |
| ----- | ------- | ----- |
| 0     | 95 o +  | 4     |
| 8     | 90 a 94 | 32    |
| 36    | 85 a 89 | 72    |
| 80    | 80 a 84 | 144   |
| 220   | 75 a 79 | 244   |
| 168   | 70 a 74 | 316   |
| 200   | 65 a 69 | 220   |
| 212   | 60 a 64 | 248   |
| 208   | 55 a 59 | 184   |
| 404   | 50 a 54 | 364   |
| 380   | 45 a 49 | 408   |
| 384   | 40 a 44 | 388   |
| 340   | 35 a 39 | 372   |
| 324   | 30 a 34 | 340   |
| 292   | 25 a 29 | 336   |
| 296   | 20 a 24 | 232   |
| 352   | 15 a 19 | 349   |
| 368   | 10 a 14 | 420   |
| 308   | 5 a 9   | 392   |
| 252   | 0 a 4   | 216   |

## Economia
El 2007 la població en edat de treballar era de 6.594 persones, 4.776 eren actives i 1.818 eren inactives. De les 4.776 persones actives 4.357 estaven ocupades (2.293 homes i 2.064 dones) i 418 estaven aturades (190 homes i 228 dones). De les 1.818 persones inactives 572 estaven jubilades, 698 estaven estudiant i 548 estaven classificades com a «altres inactius».

### Ingressos
El 2009 a Roche-la-Molière hi havia 4.338 unitats fiscals que integraven 10.387 persones, la mediana anual d'ingressos fiscals per persona era de 17.661 €.

### Activitats econòmiques
Dels 443 establiments que hi havia el 2007, 4 eren d'empreses extractives, 11 d'empreses alimentàries, 10 d'empreses de fabricació de material elèctric, 4 d'empreses de fabricació d'elements pel transport, 46 d'empreses de fabricació d'altres productes industrials, 72 d'empreses de construcció, 77 d'empreses de comerç i reparació d'automòbils, 25 d'empreses de transport, 21 d'empreses d'hostatgeria i restauració, 1 d'una empresa d'informació i comunicació, 24 d'empreses financeres, 15 d'empreses immobiliàries, 43 d'empreses de serveis, 59 d'entitats de l'administració pública i 31 d'empreses classificades com a «altres activitats de serveis».
Dels 119 establiments de servei als particulars que hi havia el 2009, 1 era una comissaria de policia, 1 oficina de correu, 5 oficines bancàries, 1 funerària, 14 tallers de reparació d'automòbils i de material agrícola, 1 taller d'inspecció tècnica de vehicles, 2 autoescoles, 7 paletes, 14 guixaires pintors, 9 fusteries, 10 lampisteries, 14 electricistes, 1 empresa de construcció, 13 perruqueries, 2 veterinaris, 14 restaurants, 3 agències immobiliàries, 2 tintoreries i 5 salons de bellesa.
Dels 32 establiments comercials que hi havia el 2009, 1 era un hipermercat, 1 un supermercat, 1 una botiga de més de 120 m², 1 una botiga de menys de 120 m², 9 fleques, 4 carnisseries, 2 llibreries, 3 botigues de roba, 4 botigues d'equipament de la llar, 1 una sabateria, 1 una botiga d'electrodomèstics, 1 una botiga de material esportiu, 1 un drogueria i 2 floristeries.
L'any 2000 a Roche-la-Molière hi havia 30 explotacions agrícoles que ocupaven un total de 846 hectàrees.

## Equipaments sanitaris i escolars
El 2009 hi havia 1 centre de salut, 6 farmàcies i 2 ambulàncies.
El 2009 hi havia 4 escoles maternals i 6 escoles elementals. Roche-la-Molière disposava d'un col·legi d'educació secundària amb 532 alumnes.

## Poblacions properes
El següent diagrama mostra les poblacions més properes.